# Skanör med Falsterbo
Skanör med Falsterbo is een stad in Zweden, die is ontstaan uit de steden Skanör en Falsterbo. De stad ligt in het Zweedse landschap Skåne en maakt deel uit van de gemeente Vellinge. De stad heeft 6861 inwoners (2005) en een oppervlakte van 542 hectare.

## Ligging
De gemeente ligt aan de uiterste zuidwestpunt van Zweden, op de "hoek" van de Oostzee en de Sont, circa 30 kilometer ten zuiden van Malmö. Dit is het schiereiland Falsterbohalvön.

## Economie, bezienswaardigheden
Er is enige visserij en kleine industrie. Ook is er enig toerisme, vooral omdat Skanör een schilderachtig stadje is met onder andere een romaanse kerk met trapgevel.
De gemeente is bekend, omdat er een 4 km lange landtong voor de kust ligt, die een belangrijke pleisterplaats is voor trekvogels (die gebruiken de landtong als de plaats om het Scandinavisch Schiereiland te verlaten) en veel door ornithologen en amateur-vogelliefhebbers bezocht wordt. Dit is ook de reden dat de plaats een eigen vogelobservatorium heeft: het Falsterbo Vogel Observatorium, met een mooi uitzicht vanuit de haven op de Sontbrug.

## Geschiedenis
Skanör, dat lange tijd niet tot Zweden, maar tot Denemarken behoorde, is historisch van belang, omdat in de Middeleeuwen er een zeer belangrijke jaarmarkt in onder andere haring, zout en granen plaatsvond. De Hanzesteden uit Nederland en Duitsland waren op deze Schonense jaarmarkt steeds door hun schippers en kooplieden vertegenwoordigd. De Hanzesteden Kampen en Zutphen hadden er onder meer zogenaamde vitten, fysieke handelsposten onder bescherming van de Deense koning. In de 16e eeuw kwam hieraan een einde en werden Skanör en Falsterbo administratief tot één plaats verenigd.

## Verkeer en vervoer
Door de plaats loopt de Länsväg 100 die de stad verbindt met de E6/E22.

## Geboren
- Julia Borgström (2001), wielrenster

Höllviken · Skanör med Falsterbo · Vellinge · Ljunghusen · Hököpinge · Västra Ingelstad · Rängs sand · Gessie villastad · Östra Grevie · Arrie · Vellinge Väster ·  Södra Åkarp · Hököpinge kyrkby · Möllevången · Räng (west) · Mellan-Grevie · Norra Håslöv · Gessie · Räng · Kronan · Västra Grevie